# Trzepnica-Kolonia
Trzepnica-Kolonia – część wsi Trzepnica w Polsce, położona w województwie łódzkim, w powiecie piotrkowskim, w gminie Łęki Szlacheckie.
W latach 1975–1998 Trzepnica-Kolonia administracyjnie należała do województwa piotrkowskiego.